# Andorinha-serradora
A andorinha-serradora (Stelgidopteryx ruficollis) é uma andorinha pequena. Foi descrita formalmente pela primeira vez como Hirundo ruficollis pelo ornitólogo francês Louis Vieillot em 1817, em seu Nouveau Dictionnaire d'Histoire Naturelle.

## Morfologia
A ave adulta tem 13,5 cm de comprimento e pesa 15 g. É marrom na parte superior, com asas e cauda escuras e lombo cinza-claro. A garganta e a parte superior do peito são ruivas, com as partes inferiores branco-amareladas. A cauda é ligeiramente bifurcada. É semelhante em aparência à sua contraparte do norte, Stelgidopteryx serripennis, mas é mais uniforme na cor, particularmente na traseira.
"Serradora" refere-se ao aspecto serrilhada das penas primárias externas das asas; essa característica só se torna aparente ao segurar esta ave.

## Distribuição
Ocorre na América Central e do Sul, de Honduras ao sul até o norte da Argentina e Uruguai. Também ocorre em Trinidad. Aves do sul da raça nominal S. r. ruficollis são migratórias, movendo-se para o norte no inverno, mas o S. r. aequalis do norte é sedentário.

## Ecologia
É encontrada em áreas abertas e clareiras florestais. Nidifica em cavidades de vários tipos forradas de grama, incluindo buracos de barrancos ou paredões rochosos, ou ninhos abandonados de martins-pescadores e jacamares. Não forma colônias e é menos gregária do que outras andorinhas. A ninhada é de 3 a 6 ovos brancos, incubados pela fêmea por 16 a 18 dias e com mais 13 dias para emplumar. Andorinhas-serradoras buscam insetos (como percevejos, besouros, moscas, formigas voadoras e heterópteros) em voo, geralmente voando baixo de forma lenta e deliberada. O canto é um chilrear nada musical.